# Haliophyle connexa
Haliophyle connexa är en fjärilsart som beskrevs av W. Warren 1913. Haliophyle connexa ingår i släktet Haliophyle och familjen nattflyn. Inga underarter finns listade i Catalogue of Life.